# Дреннов, Константин Алексеевич
Константин Алексе́евич Дренно́в (1891, Туркестан — 1941, Магаданская область) — советский инженер-электротехник и гидрохимик, хозяйственный деятель.
Учился в технологическом институте в Петрограде во второй половине 1910-х гг. В 1920-х гг. занимался проблемами электрификации в Средней Азии. Планом ГОЭЛРО Туркестанской группы и генпланом электрификации Средней Азии было утверждено развитие гидроэнергетического потенциала местных рек и создание схем энергоиспользования водотоков. Затем переключился на смежную тематику обеспечения агрохозяйства в Средней Азии азотными удобрениями. Разработал и отстаивал проект развития азотной промышленности для сельского хозяйства Узбекистана. Был активным участником исследований и проектирования в 1930-х гг. крупнейшего на тот момент в мире азотно-тукового комбината на реке Чирчик.
28 апреля 1932 г. был утвержден план строительства двухступенчатой гидроэлектростанции и завода по производству минеральных удобрений — аммиачной селитры. Было создано Государственное управление Чирчикстрой с подчинением коллегии Народного Комиссариата тяжелой промышленности по типу крупнейших в СССР строек Магнитогорска и Кузнецка. Чирчикский электрохимкомбинат должен был производить азотные удобрения и селитру как компонент взрывчатки на основе добычи водорода методом электролиза. СССР не имел опыта подобного производства, для проверки новой технологии был создан опытный завод, главным инженером которого стал Дреннов. По другой информации Дреннов был назначен главным инженером Чирчикстроя, а потом он работал заместителем главного инженера по химической части.
В ситуации практически полного отсутствия ресурсов и опыта его силы были направлены на мобилизацию рабочих сил, ликвидацию прорывов, преодоление трудностей, связанных с острой нехваткой квалифицированных кадров, оборудования, техники, с плохими условиями жизни строителей. Строящийся комплекс включал в себя: головное сооружение, состоящее из плотины длиной 200 метров и высотой 12 метров — и водоприемника с отстойником у обрыва Яманджар и селений Барраж и Газалкент; гидроэлектростанцию у селения Паргос; гидроэлектростанцию у селения Киргиз-Кулак; двухуровневый деривационный канал длиной 27 км при ширине 35 метров и глубине 6,5 метра, для подачи воды к гидротурбинам ГЭС и далее в старые оросительные каналы Чирчикской долины; азотно-туковый комбинат на правом берегу канала Бозсу юго-западнее селения Ниязбек. Проектная мощность ГЭС № 1 (Комсомольской) в 88 мегаватт в 3.1 раз превышала тогдашнюю суммарную мощность электростанций Узбекистана, а проектная мощность Таваксайской ГЭС составляла 73.6 мегаватт. С водосбросом плотины был совмещен мост. Впоследствии через этот мост пройдет железная дорога к местам строительства Чарвакской ГЭС. Поселок Киргиз-Кулак был переименован в Комсомольский, имя Комсомольской получила и строящаяся ГЭС. 6 марта (по другим источникам 14 мая) 1935 г. у Газалкента было перекрыто старое русло Чирчика и река потекла по построенному обводному каналу, освободив место под постройку плотины головного узла. В том же году начались работы по отрывке котлована под ГЭС № 1 (Комсомольской ГЭС). К земляным работам в первые годы привлекалось главным образом сельское население окрестных колхозов. Строительство котлованов и каналов производилось в основном вручную. 7 ноября 1935 г. началось строительство плотины головного сооружения. 31 августа 1936 г. на построенном опытном электрохимическом заводе начали отрабатывать технологии. 17 ноября 1936 г. в котлован под будущую Комсомольскую ГЭС был заложен первый кубометр бетона.
В начале 1937 г. Дреннов был арестован следом за начальником Чирчикстроя Д. Розитом. Из тюрьмы писал В. Молотову, пытаясь восстановить свое и Розита честное имя. Умер на Колыме.
Реабилитирован в 1957 г.

## Сочинения
- План электрификации Узбекистана и Таджикистана / Инж. К. А. Дреннов, инж. В. П. Захаров; УЗССР. Гос. плановая комис. Пром. секция. Самарканд: Госплан Узбекск. ССР, 1926. [2], IV, 112, [1] с.